# Bletchley Park

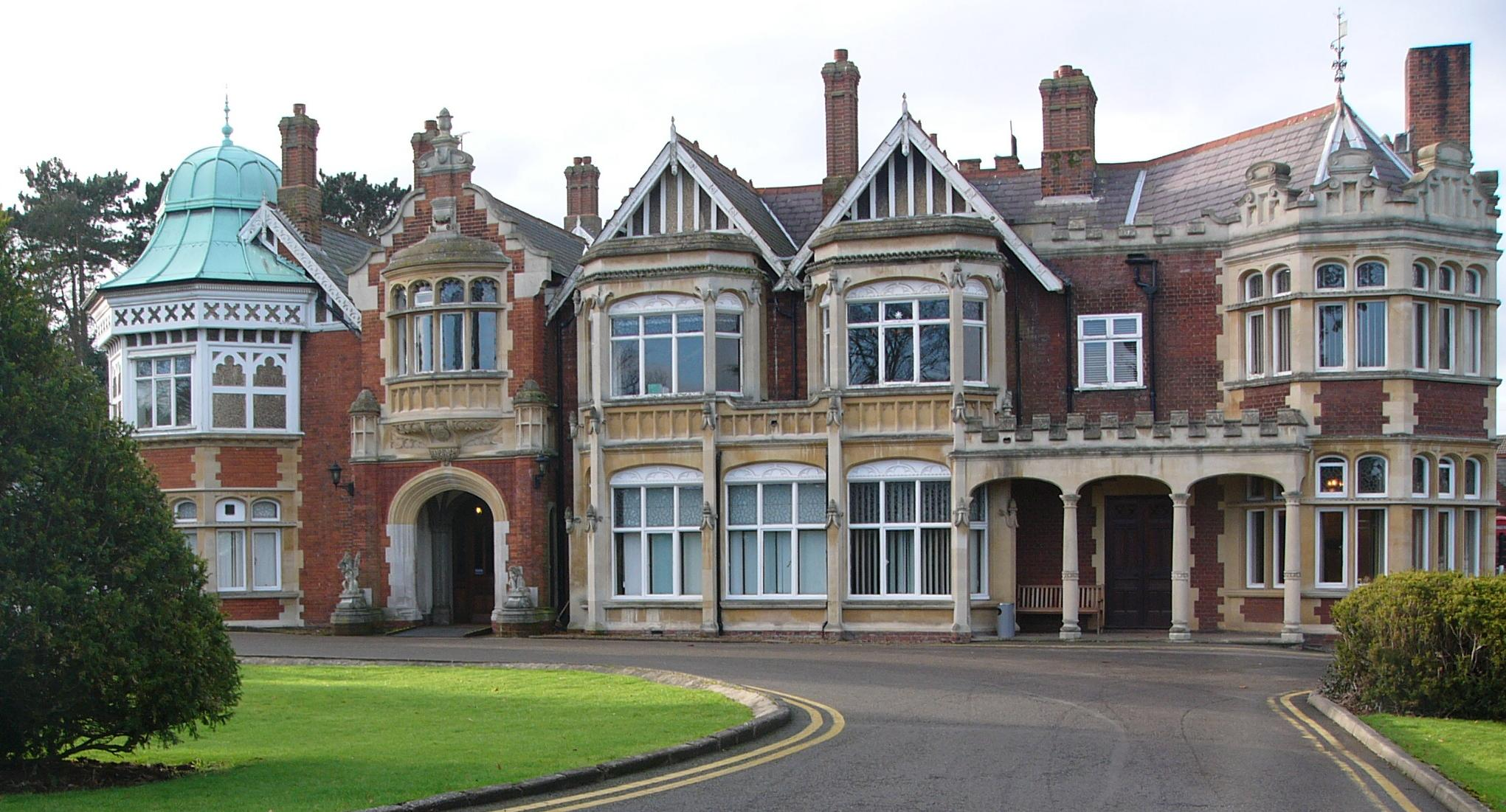
Bletchley Park

Bletchley Park, denumit și Station X, este o moșie aflată în localitatea Bletchley, din Buckinghamshire, aflată (din 1967) pe teritoriul orașului Milton Keynes, Anglia. În timpul celui de-al Doilea Război Mondial, Bletchley Park a fost sediul principalei organizații de criptanaliză a Regatului Unit. Aici au fost descifrate codurile și cifrurile mai multor state ale Axei, cele mai importante fiind cele ale mașinilor germane Enigma și Lorenz. Informațiile de nivel înalt produse la Bletchley Park, denumite Ultra, au fost de mare ajutor pentru efortul de război al Aliaților, deși efectul Ultra asupra rezultatului final al războiului nu este foarte sigur. Bletchley Park este astăzi un muzeu deschis publicului.